# Österreichischer Bauherrenpreis 1986
Mit dem Österreichischen Bauherrenpreis der Zentralvereinigung der Architekten Österreichs wurden im Jahr 1986 die folgenden Projekte ausgezeichnet:
| Realisierung                                                            | Bauherr                        | Planer                                                       |
| ----------------------------------------------------------------------- | ------------------------------ | ------------------------------------------------------------ |
| Wohnsiedlung Biberhaufenweg 15                                          | Österreichisches Siedlungswerk | Heinz Tesar, Otto Häuselmayer, Carl Pruscha, L. u. W. Wafler |
| Revitalisierung Kindergarten Waidmannsfeld geplant 1921 von Josef Frank | Gemeinde Waidmannsfeld         | S. Müller                                                    |
| Kleinwasserkraftwerk in Buchberg am Kamp                                | Gutsverwaltung Buchberg        | D. Wallmann, Anton Schweighofer                              |
| Altersheim ›Haus im Stiftsgarten‹                                       | Stadtgemeinde Hall in Tirol    | Hanno Schlögl, A. Egger                                      |
| Haus im Hang in Aldrans                                                 | Ilse Prandstetter              | Horst Parson                                                 |
| Wohnhaus Hofer in Kaltenleutgeben                                       | K. + R. Hofer                  | Rudolf Prohazka                                              |